# Campanula creutzburgii
Campanula creutzburgii ist eine Pflanzenart aus der Gattung der Glockenblumen (Campanula) in der Familie der Glockenblumengewächse (Campanulaceae). Sie gehört zur Untergattung Roucela.

## Merkmale
Campanula creutzburgii ist ein einjähriger Schaft-Therophyt, der Wuchshöhen von 2 bis 15 Zentimeter erreicht. Die Hauptachse des Stängels ist kurz, die Seitenäste sind verlängert und niederliegend. Die Blätter sind ganzrandig bis gekerbt und haben manchmal einen kleinen Zahn auf jeder Seite. Die ganze Pflanze ist stark behaart.
Die Tragblätter sind ganzrandig oder haben am Grund einen bis zu 0,5 Millimeter langen Zahn auf jeder Seite. Die Kelchzipfel wachsen mit der Fruchtreife aus und stehen dann sternförmig ab. Die Krone ist blauviolett, eng glockig und 7 bis 10 Millimeter lang. Sie ist deutlich länger als die Kelchzipfel. Die Staubbeutel sind 1,7 bis 3 Millimeter lang.
Die Blütezeit reicht von April bis Mai.

## Vorkommen
Campanula creutzburgii ist auf Kreta im Regionalbezirk Iraklio endemisch. Die Art wächst dort auf der Insel Dia, östlich von Iraklion und im westlichen Asteroussia-Gebirge auf Kalkfelsen und in Phrygana in Höhenlagen von 0 bis 200 Meter.

## Taxonomie
Campanula creutzburgii wurde 1967 von Werner Greuter in Boissiera. Mémoires du Conservatoire de Botanique et de l'Institut de Botanique Systématique de l'Université de Genève Band 13 Seite 133 erstbeschrieben. Die Art ist dem deutschen Geographen Nikolaus Creutzburg (1893–1978) gewidmet, der wichtige geographische und geologische Arbeiten über Kreta veröffentlicht hat und auch zur floristischen Durchforschung der Insel beigetragen hat.

## Belege
- Annette Carlström: A revision of the Campanula drabifolia complex (Campanulaceae). – Willdenowia 15(2), 1986: 375–387.
- Ralf Jahn, Peter Schönfelder: Exkursionsflora für Kreta. Mit Beiträgen von Alfred Mayer und Martin Scheuerer. Eugen Ulmer, Stuttgart (Hohenheim) 1995, ISBN 3-8001-3478-0, S. 295.